# Warp & Warp
Warp & Warp (ワープ&ワープ?, Wāpu to Wāpu) è un videogioco arcade di genere sparatutto a schermata fissa, sviluppato e pubblicato nel 1981 dalla Namco. In Nord America venne distribuito da Rock-Ola con il nome di Warp-Warp. Ricevette delle conversioni per le piattaforme Sord M5, MSX e PV-1000.
È stato emulato per la prima volta - ed è tuttora presente - nell'antologia di Hamster Corporation Arcade Archives per PlayStation 4 e Nintendo Switch.

## Modalità di gioco
Il giocatore controlla un cacciatore di mostri, che deve distruggere alieni con la lingua di fuori chiamati "Berobero" (una parola onomatopeica giapponese per leccare) su due schermi diversi, lo Space World a movimento libero e il Maze World pieno di ostacoli. I controlli sono costituiti da un joystick a quattro direzioni e un pulsante.
I Berobero appaiono agli angoli dello schermo e iniziano a muoversi in modo casuale, cambiando colore e aumentando di valore man mano che si avvicinano al centro. In Space World, il giocatore può sparare e distruggerli premendo il pulsante, evitando i proiettili che il Berobero spara indietro. Distruggendo tre Berobero consecutivi dello stesso colore, appare un alieno bonus, che può essere colpito per punti extra. In Maze World, il giocatore deve premere il pulsante per impostare bombe a ritardo e catturare il Berobero nelle loro esplosioni; la durata del ritardo viene impostata tenendo premuto il pulsante. I Berobero non sparano al giocatore in questa schermata e non appariranno alieni bonus; tuttavia, il giocatore può ottenere punti extra distruggendo più Berobero con una bomba.
Due barre orizzontali al centro dello schermo costituiscono la Warp Zone, che lampeggia occasionalmente per indicare che è attiva. In entrambe le schermate, entrare nella Warp Zone mentre è attiva trasporterà immediatamente il giocatore nell'altra. Una volta che tutti i Berobero in un livello sono stati distrutti, come indicato dai contatori negli angoli dello schermo, ne inizia uno nuovo in Space World.
Una vita viene persa ogni volta che il giocatore tocca un mostro o un alieno, viene colpito da un proiettile o viene coinvolto nell'esplosione di una bomba. La partita termina quando tutte le vite sono perse.

### Warpman
È l'unico diretto sequel di Warp & Warp, realizzato dalla Namco in esclusiva per il Famicom e pubblicato nel 1985. In esso vi figurano nuovi tipi di nemici, potenziamenti, grafica e audio migliorati.